# Wojłok

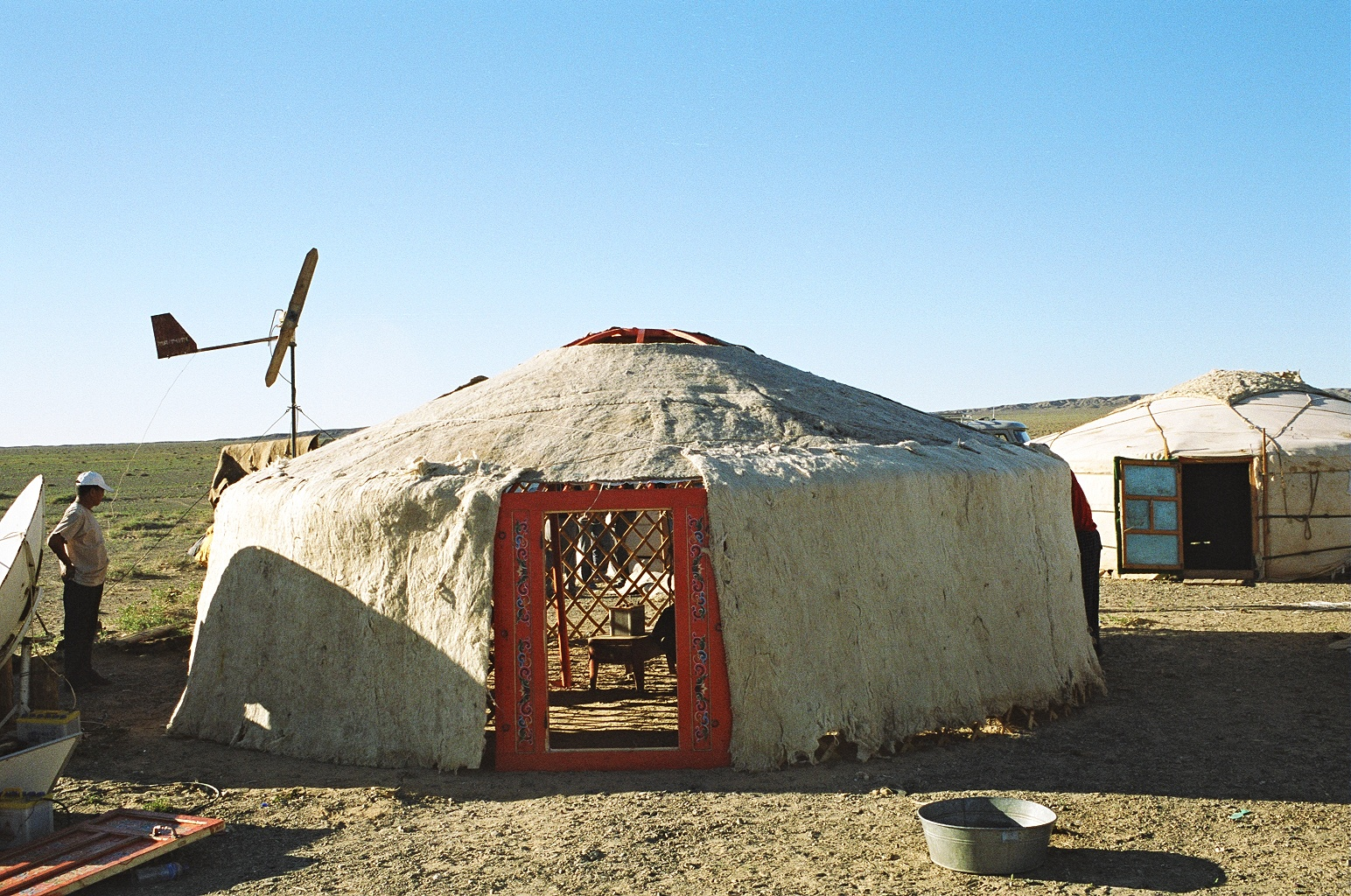
Pokrywanie szkieletu jurty wojłokiem

Wojłok – filc gorszego gatunku lub wytwarzany tradycyjnymi metodami. W odróżnieniu od filcu wojłok ma mocno zróżnicowane włókna: od grubych wewnątrz do delikatnych po zewnętrznej stronie.
Wojłok produkowany jest z wełny odpadowej (zwykle z runa owczego) i sierści zwierzęcej, częściej rzemieślniczo niż przemysłowo. Stosuje się go do wyrobu chodników, koców, czapraków i derek, obuwia zimowego (walonek), pokryć jurt.
Określenie „wojłok” pochodzi z języków turkijskich.